# Brocchinia melanacra
Brocchinia melanacra es una especie del género Brocchinia. Esta especie es nativa de Venezuela en el Amazonas en la alta y húmeda cumbre  de Cerro Duida, a una altitud de  1820-2075 metros.

## Taxonomía
Brocchinia melanacra fue descrito por Lyman Bradford Smith  y publicado en Fieldiana, Botany 28(1): 135, f. 18 a–e. 1951.
Etimología
Brocchinia: nombre genérico que fue otorgado en honor del naturalista italiano Giovanni Battista Brocchi.
melanacra: epíteto
Sinonimia
- Brocchinia bernardii L.B.Sm.